# III Publiczne Liceum Ogólnokształcące z Oddziałami Dwujęzycznymi im. Marii Skłodowskiej-Curie w Opolu
Publiczne Liceum Ogólnokształcące nr III z Oddziałami Dwujęzycznymi im. Marii Skłodowskiej-Curie w Opolu – publiczne liceum ogólnokształcące w Opolu, będące częścią Zespołu Szkół, w skład którego wchodzi również Gimnazjum Dwujęzyczne nr 9. W rankingu opublikowanym w 2019 roku przez miesięcznik „Perspektywy” liceum zajęło 33. miejsce w kraju (1. w województwie opolskim) i otrzymało tytuł „Złotej Szkoły 2019”.

## Historia
Liceum powstało 6 czerwca 1945 roku z podziału II Gimnazjum i Liceum Męskiego. Pierwszym dyrektorem szkoły był Jan Zembaty. W roku 1963 jej patronką została Maria Skłodowska-Curie. Rok później, po wyodrębnieniu ze szkoły ogólnokształcącej, liceum zostało umieszczone w budynku przy ulicy Dubois 28. W 2002 roku, z połączenia III LO w Opolu oraz Publicznego Gimnazjum Nr 9 z Oddziałami Dwujęzycznymi w Opolu, powstał Zespół Szkół Ogólnokształcących.

## Dyrektorzy
- Jan Zembaty[4] (1945–1948)
- Tomasz Dąbrowski (1948–1949)
- Emil Adam Chowański (1949–1961)
- Karol Teobald Różycki (1950–1951)
- Alfred Edward Sygnatowicz (1951–1965)
- Witold Schmidt (1960–1973)
- Izabela Bartlińska-Rutkowska (1973–1979)
- Tadeusz Garczyński (1985–1986)
- Marian Maciąg (1980–1983, 1986–1997)
- Irena Koszyk (1997–2005)
- Joanna Raźniewska (2006-2024)
- Agata Maziakowska (od 2024)[potrzebny przypis]

## Absolwenci (m.in.)
- Jerzy Antczak – reżyser telewizyjny, teatralny i filmowy[5],
- Ewelina Serafin – aktorka,
- Marcin Stec – aktor,
- DJ Adamus – dziennikarz radiowy, DJ i producent muzyczny,
- Janusz Kowalski − polityk,
- Adam Gomoła − polityk[6].

## Profile
W szkole utworzono klasy pierwsze o profilach (stan na rok szkolny 2023/2024):
- społeczno-psychologicznym,
- biologiczno-chemicznym,
- matematyczno-przyrodniczym z programem matury międzynarodowej IB Diploma,
- matematyczno-informatycznym.